# Minmi paravertebra
Minmi (il cui nome deriva da Minmi Crossing, in Australia) è un genere estinto di piccolo dinosauro ankylosauro vissuto nel Cretaceo inferiore, circa 120-112 milioni di anni fa (Aptiano), in quello che oggi è il Queensland, Australia. Il genere contiene una singola specie, la specie tipo M. paravertebra, purtroppo conosciuta solo per resti parziali, il che ne rende difficile la classificazione.

## Storia della scoperta

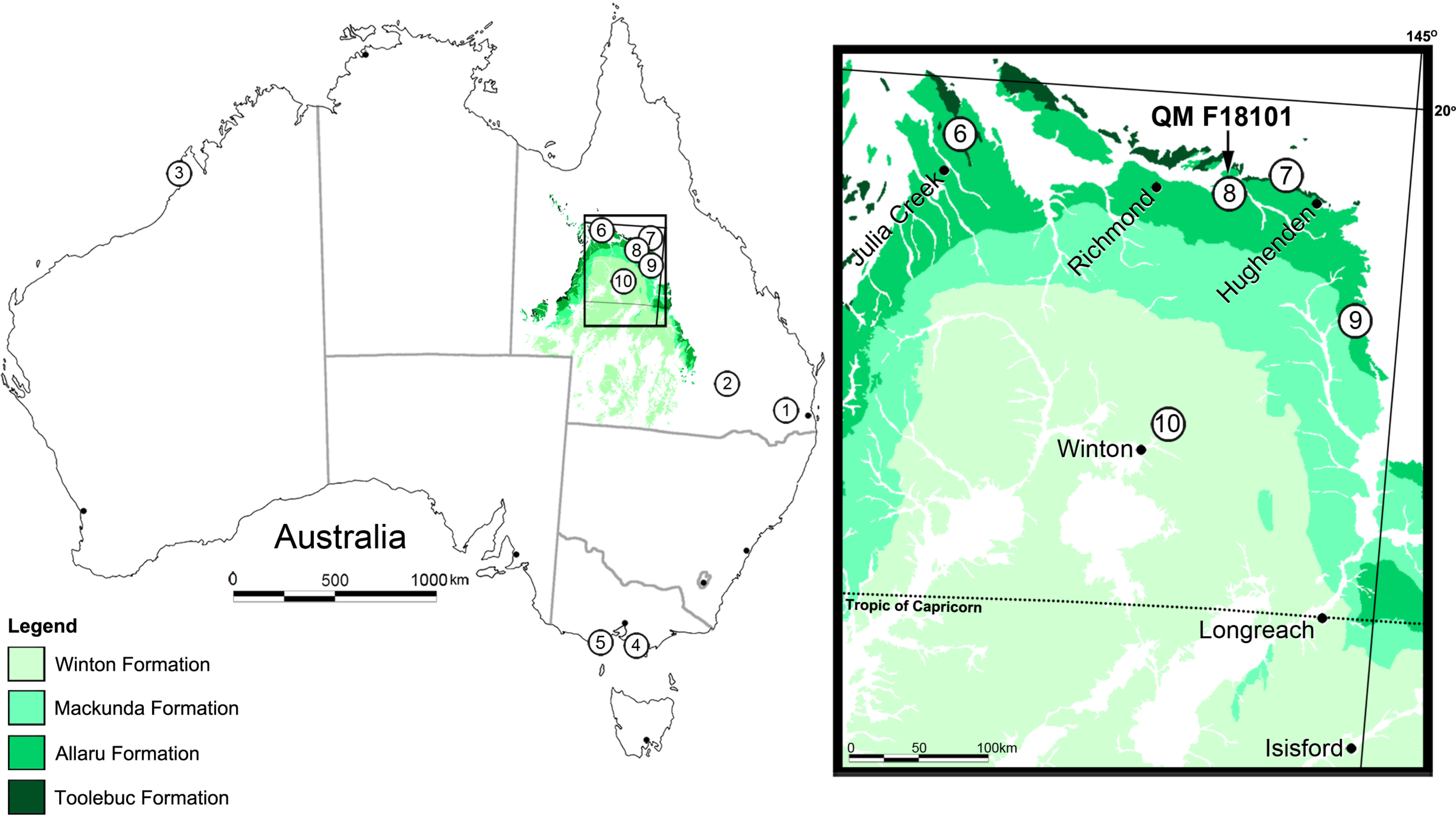
Località in cui sono stati ritrovati i resti di tyreophori australiani: 2 indica dove è stato trovato l'olotipo di M. paravertebra

Nel 1964, il dottor Alan Bartholomai, un collaboratore del Queensland Museum, scoprì un nodulo di gesso contenente uno scheletro di ankylosauro nel Queensland vicino a Minmi Crossing, lungo la Injun Road, un chilometro a sud di Mack Gulley, a nord di Roma.
Nel 1980, Ralph E. Molnar nominò e descrisse la specie tipo, in questo caso l'unica specie conosciuta nel genere, Minmi paravertebra, basata sui resti frammentari scoperti da Bartholomai. Il nome generico, all'epoca il più corto di qualsiasi altro dinosauro mesozoico descritto, deriva da Minmi Crossing, luogo in cui è stato ritrovato l'esemplare fossile. Il significato stesso della parola "minmi" è incerto; si riferisce ad un grande giglio nella lingua aborigena locale ma potrebbe anche derivare da min min, una specie di fuoco fatuo. Il nome specifico si riferisce a strani elementi ossei rinvenuti lungo le vertebre, per cui Molnar coniò la denominazione paravertebra.
L'olotipo, QM F10329, fu scoperto in uno strato della Formazione Bungil, il Membro Minmi, un deposito lagunare che fu datato inizialmente al Barremiano-Valanginiano, ma successivamente ricalibrato all'Aptiano del Cretaceo inferiore. L'olotipo è costituito da uno scheletro parziale, privo di cranio, che conserva una serie di undici vertebre dorsali, costole, un arto posteriore destro e osteodermi della corazza ventrale. Questo esemplare rappresenta il primo esemplare fossile di tyreophoro scoperto nell'emisfero australe.
Nel 1989, fu scoperto uno scheletro molto più completo, l'esemplare QM F1801 che include il cranio e mostra un'armatura di osteodermi articolata. Questo esemplare fu classificato come Minmi sp., e da questo esemplare più completo derivano la maggior parte delle informazioni fornite su Minmi nella letteratura, e la maggior parte delle illustrazioni dell'animale si basano su questo secondo esemplare. Tuttavia, nel 2015 questo secondo esemplare è stato elevato allo status di genere e specie separata, Kunbarrasaurus ieversi.
Tra il 1989 e il 1996 furono scoperti diversi altri esemplari, riferiti infine a Minmi sp.. Questi includono: QM F33286, un dorso con bacino e osteodermi, AM F35259, costole con osteodermi, QM F33565, un femore parziale, e QM F33566, una tibia parziale, forse appartenente allo stesso individuo dell'esemplare QM F33565. AM F35259 fa parte della collezione dell'Australian Museum. Successivamente venne segnalato l'esemplare QM F119849, costituito da costole e osteodermi.

## Descrizione
Minmi era un piccolo dinosauro corazzato quadrupede erbivoro. Nel 2016, Gregory S. Paul stimò la sua lunghezza a 3 metri per un peso di 300 chilogrammi. Pur essendo un ankylosauro, Minmi possedeva arti proporzionatamente lunghi, forse usati per cercare rapidamente riparo sotto i cespugli quando minacciato da grandi predatori che avrebbero potuto ribaltare il piccolo animale sulla schiena esponendo il vulnerabile ventre. In un articolo scientifico pubblicato del 2000, Ralph E. Molnar e Harold Trevor Clifford ipotizzarono che Minmi fosse un brucatore di bassa vegetazione la cui dieta consisteva in piante che crescevano basse al livello del suolo. La sua dieta consisteva in piante come semi, frutti, piante da fiore e felci.
A differenza di altri ankylosauri, Minmi aveva placche ossee orientate orizzontalmente che correvano lungo i lati delle vertebre, da qui il suo nome specifico, paravertebra. Molnar nel 1980 riconobbe che si trattava di tendini ossificati, ma negò che fossero omologhi ai tendini ossificati di altri ornithischi e affermò che somigliavano all'aponeurosi patologica dei tendini dei moderni coccodrilli. Victoria Megan Arbor, nel 2014, lo ritenne improbabile e riuscì a trovare solo un'autapomorfia nell'olotipo: l'elevata estensione verticale dell'ossificazione del tendine del muscolo articolospinale nella sua estremità anteriore esterna, avvolgendosi attorno al processo laterale della vertebra. Nel 2015, Arbor e Philip Currie conclusero che anche questo non era unico, il che significherebbe che l'olotipo non aveva caratteristiche diagnostiche e Minmi sarebbe un nomen dubium. Tuttavia, la descrizione di Kunbarrasaurus del 2015 annunciava che erano stati scoperti nuovi tratti distintivi in Minmi e che doveva essere considerato un taxon valido. Nel 2021, Rozadilla e colleghi sono giunti alla stessa conclusione, sostenendo che Minmi fosse effettivamente distinto dai suoi parenti come Struthiosaurus e dovrebbe essere considerato un taxon valido.

## Filogenesi
Nel 1980, Molnar collocò Minmi all'interno di Ankylosauria, e nel 1987 ipotizzò che potesse trattarsi di un membro della famiglia Nodosauridae. Nel 2011, una nuova analisi cladistica eseguita da Thompson et al. recuperò Minmi come l'ankylosauride più basale conosciuto. Arbor & Currie inserì Minmi e Minmi sp. come unità tassonomiche operative separate nella loro analisi e recuperarono Minmi come l'ankylosauride più basale mentre Minmi sp. (=Kunbarrasaurus) venne recuperato come un ankylosauride ancora più basale, troppo "primitivo" per essere incluso in Ankylosauridae o in Nodosauridae. Paul propose nell'edizione del 2010 di The Princeton Field Guide to Dinosaurs che entrambi i taxa facessero parte di un gruppo a cui si riferiva come "minmidi", insieme a Liaoningosaurus. Tuttavia, l'edizione del 2016 li classificò invece entrambi come ankylosauridi. Con la descrizione di Stegouros nel 2021, e la successiva erezione del clade Parankylosauria, Minmi sp. (ossia Kumbarrasaurus) è stato classificato come un membro di questo clade di ankylosauri gondwanici, avvalorando lo studio di Arbor & Currie, tuttavia tale classificazione non è stata ancora verificata per Minmi.